# Bolívar (Guayaquil)
Bolívar ist ein Stadtteil von Guayaquil und eine Parroquia urbana im Kanton Guayaquil der ecuadorianischen Provinz Guayas. Die Fläche beträgt etwa 31 ha. Die Einwohnerzahl lag 2010 bei 6758.

## Lage
Die Parroquia Bolívar liegt im Stadtzentrum von Guayaquil. Das trapezförmige Gebiet hat eine Längsausdehnung in SSW-NNO-Richtung von 850 m sowie eine mittlere Breite von 360 m. Das Verwaltungsgebiet wird im Westen von der Avenida Quito und im Osten von der Calle Lorenzo de Guaraycoa begrenzt. Im Norden verläuft die Verwaltungsgrenze entlang der Avenida Cristobal Colón Fontanarrosa, im Süden entlang der Calle Carlos Gómez Rendon. 
Die Parroquia Bolívar grenzt im Norden an die Parroquia Rocafuerte, im Osten an die Parroquia Olmedo, im Süden an die Parroquia Ayacucho sowie im Westen an die Parroquia Sucre.

## Sehenswertes
In dem Verwaltungsgebiet befinden sich die Antigua Maternidad Enrique Sotomayor und der Mercado Quatro Manzanas.

## Geschichte
Die Parroquia wurde nach dem Unabhängigkeitskämpfer Simón Bolívar benannt.